# ماركو غولوبوفيتش
ماركو غولوبوفيتش (بالصربية: Марко Голубовић)‏ هو لاعب كرة قدم صربي في مركز نصف الجناح، ولد في 20 سبتمبر 1995 في Majdanpek ‏ في صربيا. لعب مع نادي بارتيزان.

## وصلات خارجية
- ماركو غولوبوفيتش على موقع الاتحاد الأوربي (الإنجليزية)
- ماركو غولوبوفيتش على موقع قاعدة بيانات كرة القدم.إي يو (الإنجليزية)
- ماركو غولوبوفيتش على موقع Soccerbase.com (لاعب) (الإنجليزية)
- ماركو غولوبوفيتش على موقع Soccerway.com (الإنجليزية)
- ماركو غولوبوفيتش على موقع عالم كرة القدم.نت (الإنجليزية)
- ماركو غولوبوفيتش على موقع AS.com (الإسبانية)